# Hamish Stothard
Hamish Stothard (eigentlich James Charles Stothard; * 6. Mai 1913; † 26. Februar 1997) war ein britischer Mittelstreckenläufer.
1934 gewann er für Schottland startend bei den British Empire Games in London Bronze über 880 Yards und in der 4-mal-440-Yards-Staffel. Bei den Internationalen Universitätsspielen gewann er für England startend über 800 m 1935 Gold und 1937 Silber.
1935 wurde er Englischer Meister über 880 Yards.

## Persönliche Bestzeiten
- 880 Yards: 1:53,3 min, 13. Juli 1935, London (entspricht 1:52,6 min über 800 m)
- 1500 m: 3:54,9 min, 12. September 1937, Oslo
- 1 Meile: 4:15,8 min, 15. Juni 1935, Cambridge